# طوطی (فیلم)
طوطی فیلمی به کارگردانی و نویسندگی زکریا هاشمی محصول سال ۱۳۵۶ است.

## خلاصه داستان
هاشم و بهمن کاری جز پرسه زدن در محلهٔ بدنام و خوشگذرانی ندارند. آن دو روز و شب خود را در خانهٔ عمومی طاووس می‌گذرانند. بهمن با طوطی آشنا می‌شود و وانمود می‌کند که دوستش هاشم لال است. هاشم و طوطی به هم انس می‌گیرند، و هاشم از این که وانمود کرده که لال است معذب است. طوطی در شرح سرگذشت خود برای هاشم نقل می‌کند که ناپدری اش از او هتک حرمت کرده و آن قدر در کوچه و خیابان پرسه زده تا پایش به محلهٔ بدنامی کشیده شده‌است. طوطی بیمار می‌شود و هاشم و بهمن آماده می‌شوند تا او را در بیمارستان بستری می‌کنند. طوطی پس از بهبودی به محله بازمی‌گردد و هاشم و بهمن آماده می‌شوند تا او را از آن جا ببرند؛ اما با حضور اکبر مرافعه ای درمی‌گیرد و طوطی و بهمن با ضربهٔ چاقوی اکبر زخمی می‌شوند. طوطی در آغوش هاشم جان می‌دهد و بهمن هم چند دقیقه بعد کنار طوطی می‌میرد.

### بازیگران
- بهمن مفید
- زکریا هاشمی
- فرشته جنابی
- پرستو
- پروین سلیمانی
- خاطره
- سرمه
- مهران
- اشرف ساغر
- فرهاد حمیدی
- اشرف کهن
- حسین گیل
- کیومرث ملک‌مطیعی